# Kara (groupe)
Pour les articles homonymes, voir Kara.
Kara (coréen : 카라, japonais : カラ, souvent stylisé KARA) est un girl group sud-coréen formé par le label DSP Media en 2007. Le nom Kara signifie « joie » en grec et a été choisi par Park Gyuri, la leader du groupe. Le fandom du groupe s'intitule KAMILIA (combinaison du nom du groupe Kara et familia).
Kara est un groupe ayant connu un grand succès en Corée du Sud et plus largement au Japon où il s'est régulièrement imposé en tant que no 1 des classements nationaux et a battu de nombreux records dont celui du premier girl group de K-pop ayant classé un hit au sommet des charts japonais ou encore le groupe ayant vendu le plus rapidement ses nombreux singles au Japon. Lors de sa carrière, le groupe a réalisé de nombreuses chansons devenues des hits incontournables au sein de l'univers K-pop.
À noter que la carrière du groupe est marquée par un changement d'effectif assez important. Lors de ses débuts en 2007, le groupe était composé de quatre membres : Gyuri, Sunghee, Nicole et Seungyeon. En 2008, Sunghee décide de quitter le groupe et sont alors ajoutées deux nouvelles membres : Hara et Jiyoung. C'est lors de cette formation en tant que quintuor que le groupe connaîtra son plus grand succès. Finalement, le groupe redevient un quatuor à partir de 2014, lorsque Jiyoung et Nicole décident de quitter le groupe et qu'une nouvelle membre, Youngji, s'y ajoute.
Le 15 janvier 2016, DSP Media annonce la séparation du groupe après neuf ans d'activité.
Le groupe se réunit et fait son retour sous RBW le 29 novembre 2022 avec un nouvel album intitulé Move Again.

## Biographie

### 2007: Débuts
À sa formation, le groupe comptait 4 membres : Gyuri, Sunghee, Nicole et Seungyeon. Leur première apparition était au M! Countdown avec Break it le 29 mars 2007. Elles ont fait deux vidéos Break It et If U wanna, deux chansons qui figurent dans leur premier album The First Blooooming dans laquelle les filles dégagent une assurance et image de femmes fortes avec un concept plutôt R&B. Cet album est positivement accueilli par la critique. Néanmoins, les ventes ne sont pas extraordinaires, la sortie de l'album étant sûrement éclipsée par les débuts de nombreux autres girl groups cette année-là. Cependant, afin de promouvoir l'album et les débuts du groupe, les membres ont fait de nombreuses apparitions lors de variety shows diffusés à la télévision sud-coréenne. Le groupe réalise également un documentaire intitulé Kara Self Camera, permettant ainsi au public de mieux connaître le groupe, ses talents ainsi que les relations entre les membres.
Lors de ses débuts, le groupe a souvent été comparé à un autre girl group de la DSP Media : le groupe de K-pop à succès des années 1990, Fin.K.L. Chaque membre du groupe était alors comparée à une ancienne membre de Fin.K.L notamment à cause de certaines similarités au niveau du concept des deux groupes. Kara répond de manière positive face à cette comparaison, indiquant que c'est un honneur pour le groupe d'être comparé à Fin.K.L, une de ses plus grandes inspirations.

### 2008-2010: Départ de Sunghee, intégration de Hara et Jiyoung,Rock U,Pretty Girl,HoneyetMister

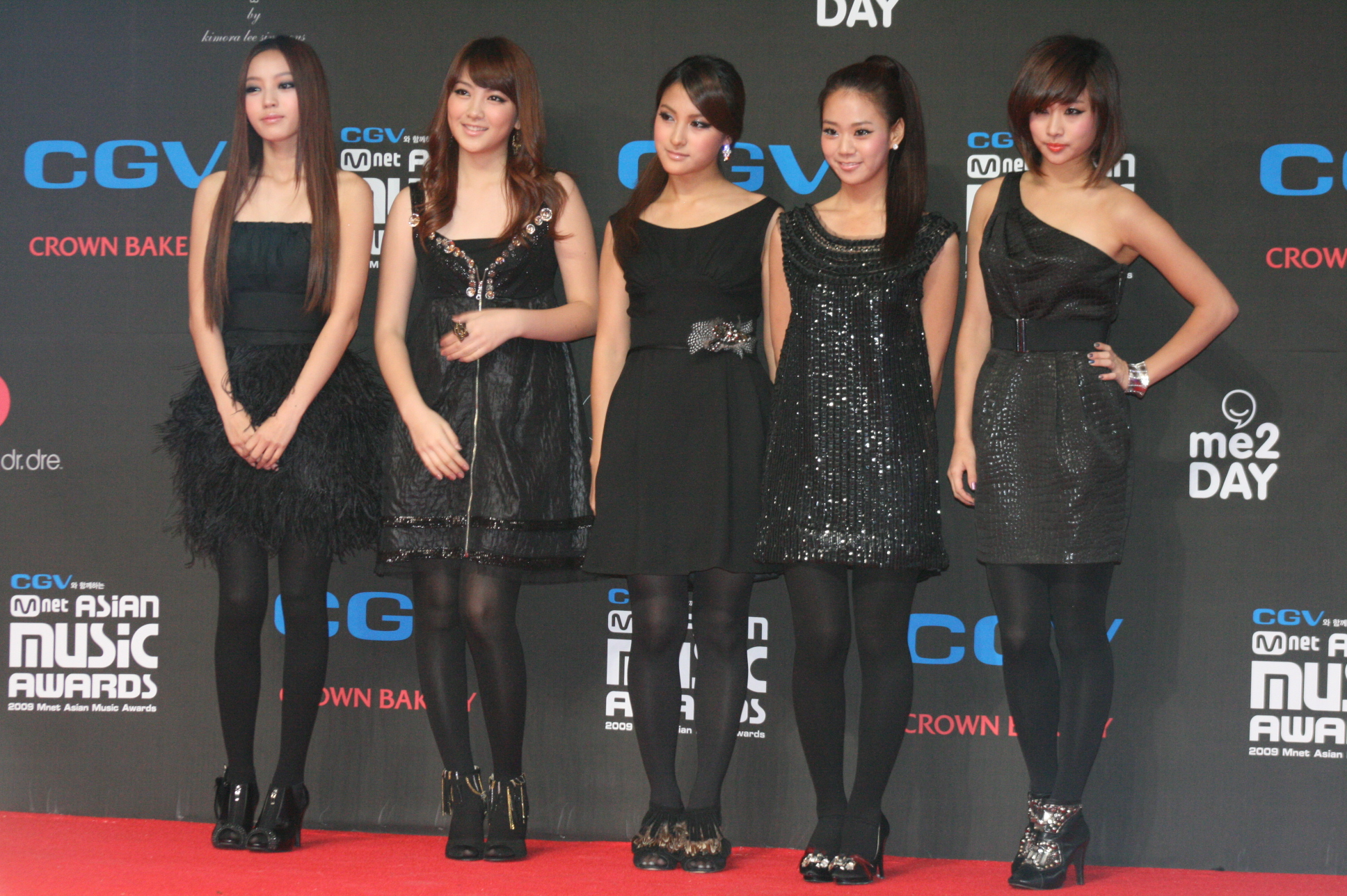
Kara en 2009 sur le red carpert des MAMA.

Le groupe avait prévu de faire son retour en mars 2008 avec un second album, cependant Sunghee annonce son départ du groupe pour se consacrer à ses études, elle s'est mariée en 2011. DSP décide alors de remplacer le second album par un mini album et de rajouter 2 membres au groupe. Le groupe fit donc son retour le 24 juillet au M! Countdown avec Rock U révélant, par la même occasion, les deux nouvelles membres : Hara et Jiyoung. Rock U est également le titre de leur premier mini album, qui est basé sur un concept plutôt mignon et innocent. En août, elles ont réalisé la saison 2 de Kara selfcamera dans laquelle sont exposées les relations avec Hara et Jiyoung et le reste du groupe. Le 13 octobre, elles ont réalisé leur premier digital single Good days season 2.

Fin novembre, DSP a réalisé une mini vidéo pour leur prochain mini album Pretty Girl. Cette vidéo a attiré des milliers de fans. La vidéo entière est sortie quelques jours après et a reçu un bon accueil de la part du public. Leur second mini album Pretty Girl est sorti début décembre, celui-ci est basé sur le concept fête/fun.

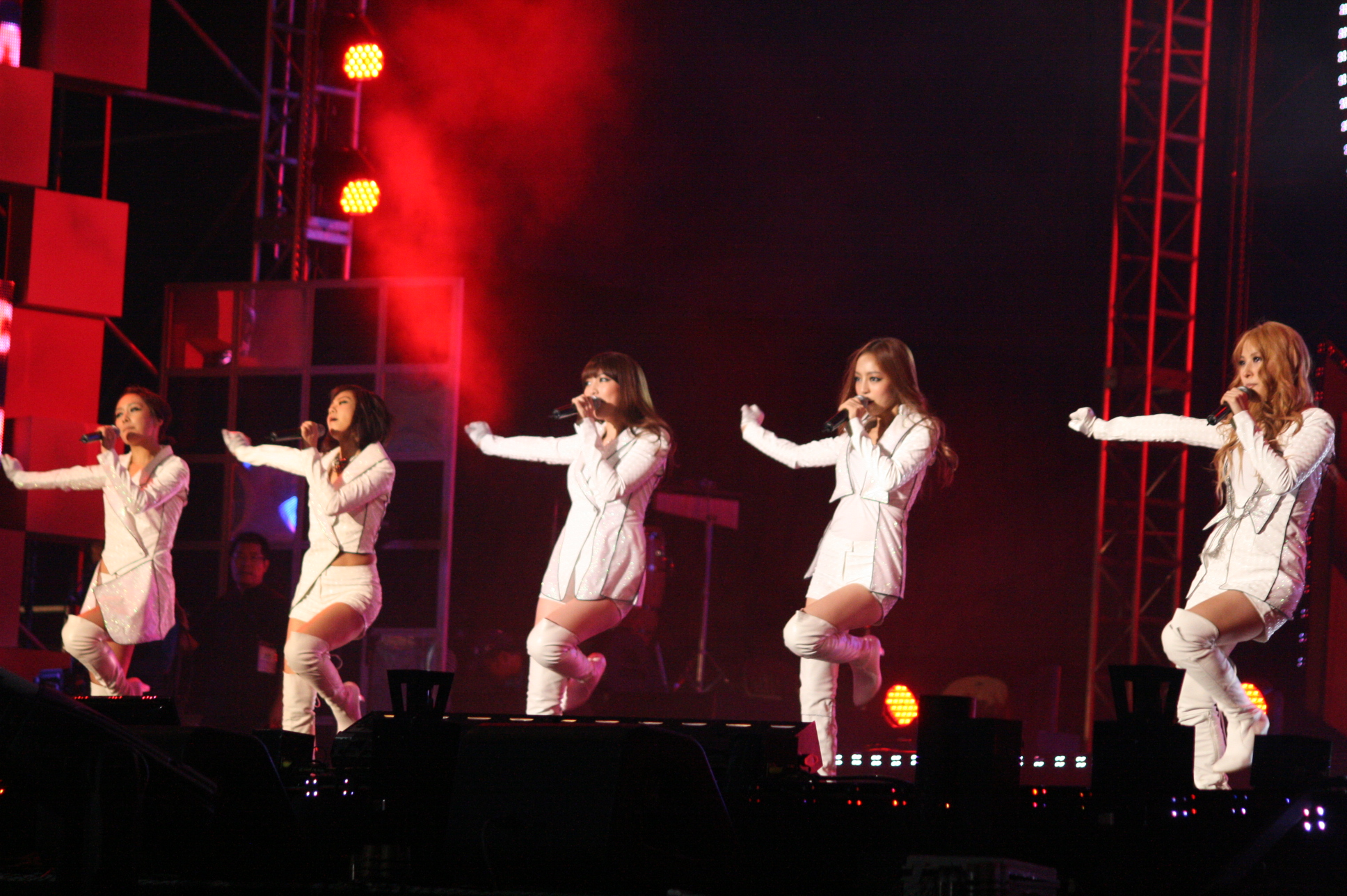
Kara en 2010.

Fin janvier 2009, DSP Entertainment a annoncé qu'un vote allait commencer sur le site officiel du groupe afin de déterminer le single qui succédera à Pretty Girl. Le sondage se termine le 2 février. À la fin des votes, Honey a été annoncé comme titre gagnant avec 60 % des votes. Le groupe a filmé une vidéo au concept mignon et innocent pour la chanson et un nouveau mini-album a vu le jour, reprenant ainsi certaines chansons de leur précédant mini-album.
En 2010, leur titre Mister atteint la cinquième place au classement japonais Oricon. C'est la première fois en trente ans, depuis la première place de The Nolans avec I'm In the Mood for Dancing (en) en 1980 lors du boom du disco, qu'un girl group non japonais atteint le top 10 du classement.

### 2012:Karasia,PandoraetGirls Forever
Le 11 janvier 2012, il est annoncé par un représentant de DSP Media que le groupe commencera sa première tournée à travers l’Asie à partir du mois de février. Les Kara dévoileront en premier leur concert "Karasia", le 18 et 29 février au public coréen à Séoul.
Le 27 janvier 2012, la Recording Industry Association of Japan a décerné les « Japan Gold Disk Awards » afin de récompenser les artistes qui affichent les meilleures ventes de l'année qui vient de s'achever. Ainsi, les Kara y ont reçu cinq prix : « Meilleur Artiste Asiatique (Asie) », « Les Trois Meilleurs Albums (Asie) » (« Girl's Talk »), « Chanson de l’année catégorie téléchargement (Asie) » (Jumping), « Les Cinq Meilleures Chansons catégorie téléchargement » (Jumping) et « Meilleur Clip Vidéo (Asie) » (« Best Clips »). D'autres groupes et artistes de K-pop y ont reçu des prix tels que les 2PM, Girls' Generation et bien d'autres.
Le 10 février 2012, Une maison de disques japonaise a déclaré que l’album japonais "Super Girl" du groupe coréen Kara était couronné "triple disque de platine", l'album s'est donc vendu à plus de 750 000 exemplaires.
Le 28 février 2012, deux teasers de leur 6e single japonais nommé "Speed Up/Girls Power" sont mis en ligne. Le single est dans les bacs depuis le 21 mars 2012.
Le 29 février 2012 au Japon, le clip officiel de Speed Up, est dévoilé.
Le 1er mars 2012, le clip de Girl's Power est dévoilé.
Le 4 avril 2012, Le groupe lance son parfum "5 JEWEL". KARA est fier d’être le premier groupe coréen à commercialiser son parfum, une aventure qui a commencé depuis leur voyage en France à Paris durant l’été 2011. À Paris, les cinq jeunes femmes, ont rencontré des parfumeurs et designers pour finaliser le produit. Les jeunes femmes ont donné leur avis personnel et ont beaucoup aimé le produit.
Les 26 et 27 mai 2012, les Kara ont achevé leur première tournée japonaise. Chaque date a été jouée à guichets fermés. En avril dernier, les Kara ont commencé leur tournée "Karasia" dans la ville de Yokohama. Après 12 dates réparties entre Osaka, Nagoya, Fukuoka et Tokyo, deux concerts ont été ajoutés à la Super Arena de Saitama. Leur dernier concert du 27 mai a été retransmis en direct dans 60 salles de cinéma à travers le pays.
Le 11 juin 2012, DSP Media, l’agence des Kara, a annoncé que le groupe avait donné un fanmeeting à guichet fermé avec son fanclub officiel "Kamilia" au NH Art Hall à Choong-Gu, Séoul, le 10 juin.

Le 7 juillet 2012, il est annoncé que les Kara ont vendu plus d'un million de singles au Japon. C’est la troisième fois que des artistes coréens réussissent à franchir la barre d’un million de singles vendus au Japon. Ainsi, depuis la sortie de leur single "Mister" en 2010, les ventes cumulées de leurs singles représentent plus d’un million d’exemplaires. Seuls BoA et TVXQ avaient réussi ce cap.

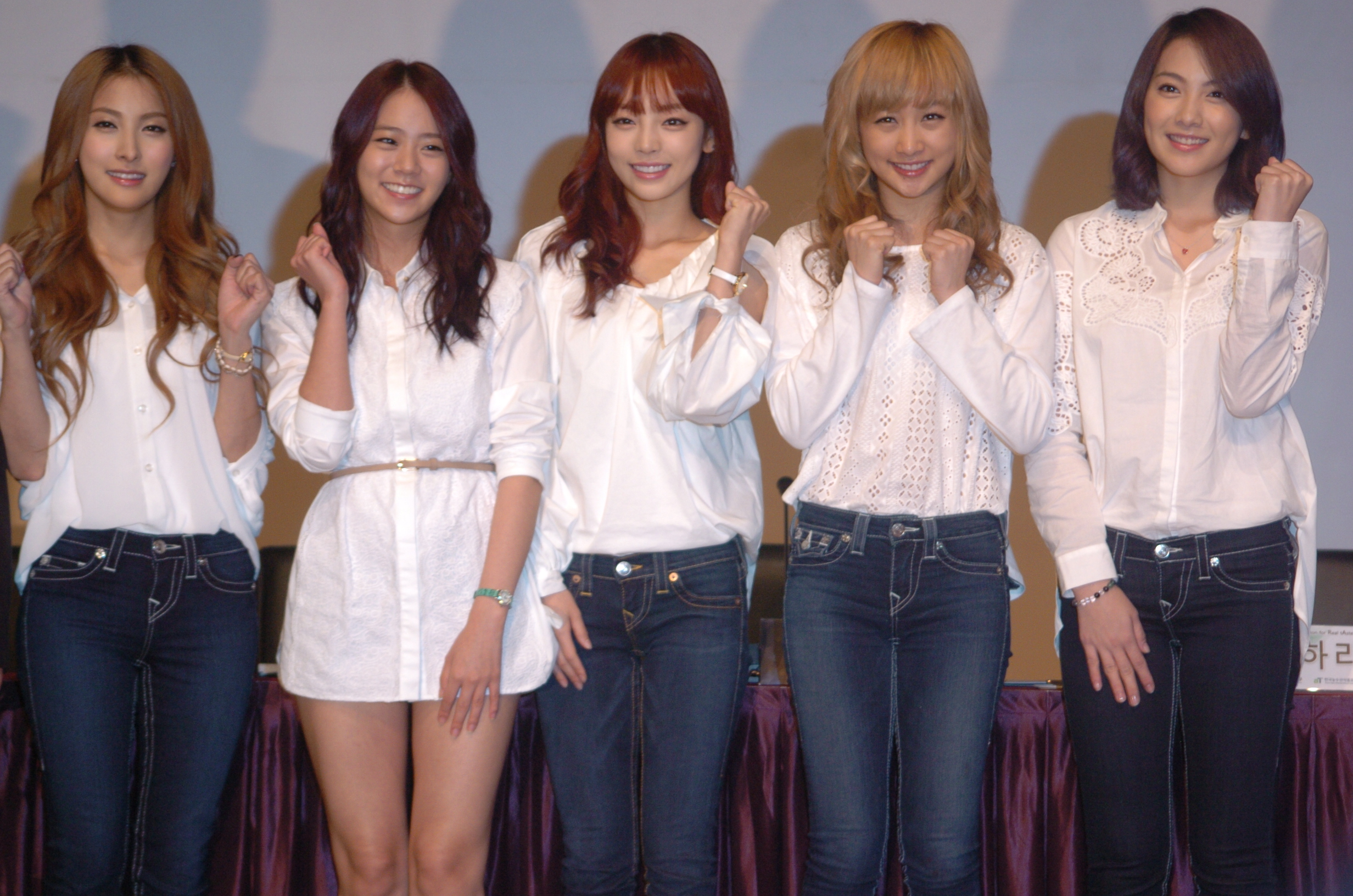
Kara en 2012.

Le 3 août 2012, Un an après la sortie de leur troisième album studio "Step" avec le titre phare du même nom, les Kara ont annoncé qu’elles préparaient activement leur retour prévu pour la fin du mois d'août avec un cinquième mini-album, intitulé "Pandora" prévu pour le 22 août prochain.
Le 22 août 2012, le MV de Pandora est mis en ligne et le mini-album du même nom est sorti.
Quelques heures après sa sortie, "Pandora" se trouvait à la première place de nombreux classements de charts en ligne comme MelOn, Mnet ou encore Olleh Music et réalise donc un all-kill.
Le 28 septembre 2012, le MV de Electric Boy est mis en ligne.
Fortes de leur popularité au Japon, les Kara deviennent le premier groupe féminin sud-coréen à se produire sur la célèbre scène japonaise du Tokyo Dome. En effet, le 8 octobre, il a été annoncé officiellement que les filles prendraient part au festival "Sigma Festival in Okinawa 2012" se déroulant au Tokyo Dome. Une véritable chance pour le groupe d’interpréter leur titre dans le si célèbre et prestigieux stade pouvant accueillir jusqu'à 50 000 spectateurs. Avant Kara, d’autres artistes coréens ont évidemment déjà foulé le sol de la scène du Tokyo Dome, mais ces derniers étaient exclusivement tous des artistes ou groupes masculins:  Rain, Super Junior, TVXQ ou encore BIGBANG.
Le 26 octobre 2012, il est annoncé que les Kara préparent la sortie d’un nouvel opus japonais. C’est au mois de novembre que le groupe dévoilera un album complet intitulé "Girls Forever", sorti au Japon depuis le 14 novembre.
Pour la première fois, le groupe Kara réalise un album "Solo Collection" composé de chansons solos dont les paroles ont été écrites par les membres elles-mêmes. Ces chansons avaient déjà été dévoilées lors d’un concert tenu en février en Corée à l’occasion de la tournée "Karasia". L’album avait été révélé au Japon en septembre et avait atteint la 4e place du classement Oricon. DSP Media, a prévenu que les chansons seront dévoilées les 28 et 30 novembre en même temps que les clips respectifs de chaque titre. L’album, est disponible depuis le 4 décembre 2012.
Le 28 novembre, Deux membres du groupe révèlent leurs MVS SOLO. Nicole dévoile le MV version coréenne de Lost et Hara celui de Secret Love, suivis de ceux pour Jiyoung, Gyuri et Seungyeon, le 30 novembre avec Daydream, Wanna Do et Guilty.
Le 30 novembre 2012, a eu lieu la cérémonie annuelle des Mnet Asian Music Awards à Hong Kong. Les filles y ont remporté la distinction de "Meilleur groupe international féminin". Elles étaient nommées face aux 2NE1, f(x), TaeTiSeo (Girls' Generation) et Wonder Girls.
Le 12 décembre 2012, DSP Media, a expliqué que le prochain concert au Japon des filles dans la célèbre salle du Tokyo Dome a affiché complet à peine 5 minutes après la mise en vente des billets.
Les représentants ont expliqué : “La vente des billets pour le concert des Kara au Tokyo Dome a commencé le 8 décembre et la totalité s’est écoulée en moins de 5 minutes. En tout, nous avions mis en vente 45 000 tickets.” Le "KARASIA 2013 Happy New Year in Tokyo Dome" a eu lieu le 6 janvier 2013 et il s'est déroulé avec succès.
Le 18 décembre 2012, le MV de Orion est mis en ligne. Les filles présentent ainsi la totalité de leur nouvelle chanson qui figurait sur leur dernier single "Electric Boy" mais également sur l’album "Girls Forever".

### 2013:Full Bloomet départ de Nicole

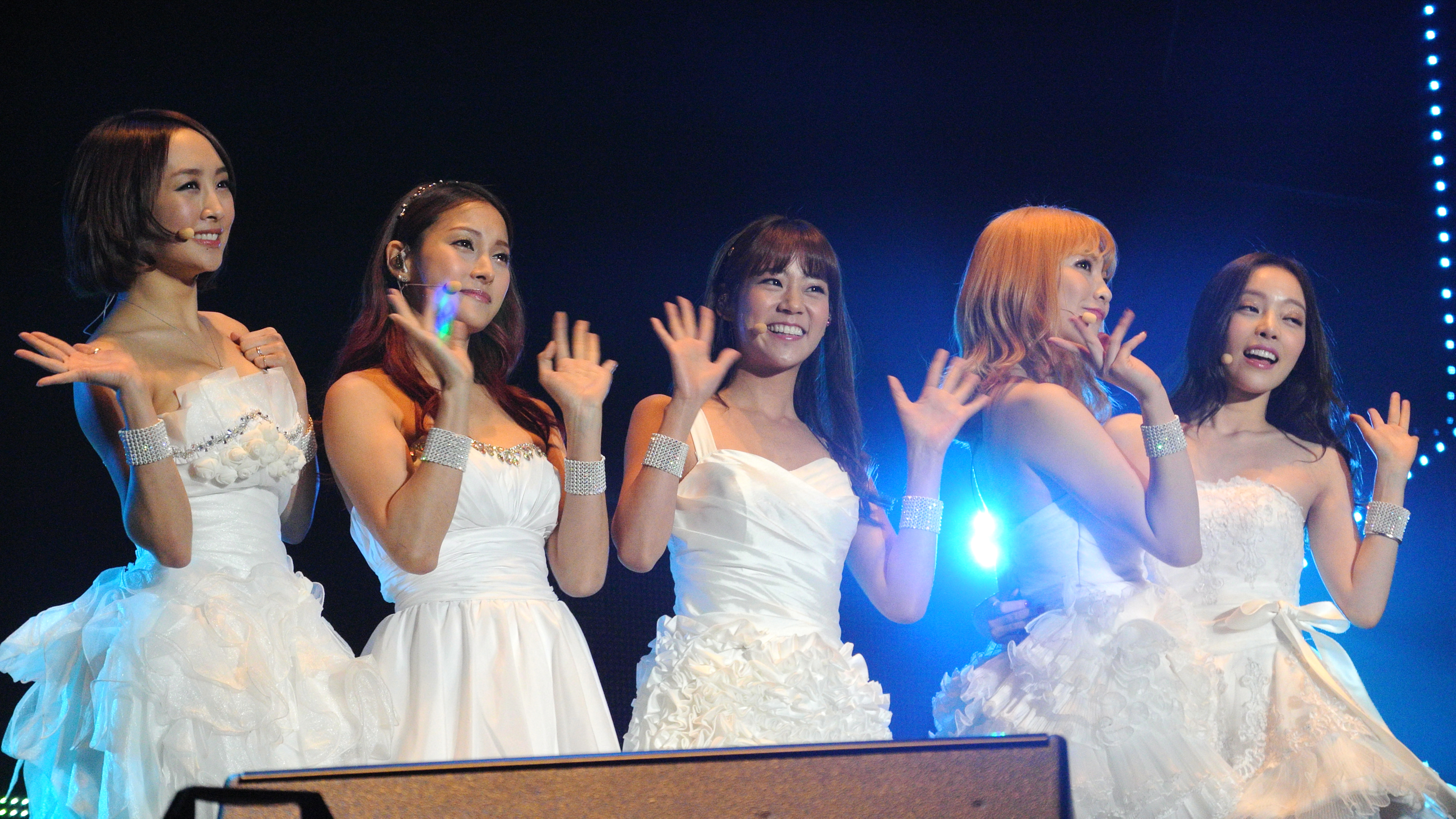
Kara en 2013.

Le 15 janvier 2013, a eu lieu la 27e édition de la cérémonie des Golden Disk Awards au "Sepang International Circuit", une salle dans la ville de Kuala Lumpur en Malaisie. Les filles y ont remporté le "Prix du disque (BONSANG)" ainsi que le "Prix de la star favorite de Malaisie".
Le 12 août 2013, une photo teaser a été mise en ligne annonçant le retour des Kara. Leur agence a annoncé que le groupe était en train de finaliser son nouvel opus qui sera son 4e album studio et qu'elles montreront une image d’elles n’avaient pas encore eu l’occasion de présenter lors de leurs précédentes activités promotionnelles. La sortie de cet album est prévue pour le début du mois de septembre.
À cette occasion, les filles donneront un showcase exceptionnel le 2 septembre prochain au UNIQLO-AX Hall de Séoul. Mais ce n’est pas tout puisque le groupe a décidé d’ouvrir leur concert à un public le plus large possible en choisissant de le diffuser en temps réel par le biais de la plateforme Naver.
Le 21 août 2013, le MV du titre Runaway est mis en ligne, premier extrait de l'album.
Le 2 septembre 2013, "Full Bloom", le 4e album studio des Kara est sorti et le MV du titre principal, Damaged Lady, est mis en ligne.
À cette période, de nombreuses rumeurs circulaient sur le groupe Kara notamment sur Internet. Les internautes pensaient que le groupe allait se séparer. La maison de disques DSP Media a donc fait un communiqué officiel pour annoncer le départ de Nicole du groupe. Le contrat de Nicole avec son agence sera expiré au mois de janvier 2014 et la jeune femme n'aurait pas exprimé le désir de renouveler son contrat. Nicole laissera donc son contrat expirer et quittera le groupe. Dans un communiqué de DSP Media a annoncé que: “Nicole a révélé qu’elle n’avait pas l’intention de renouveler son contrat et son contrat expire au mois de janvier de l’année prochaine comme prévu.” Ils ont également déclaré que Gyuri, Seung Yeon et Hara avaient renouvelé leur contrat pour deux ans et ont également confirmé vouloir continuer leurs activités au sein du groupe.
Le 2 novembre 2013, l’agence DSP Media a déclaré que Kara sortira deux albums au Japon, le dixième single japonais du groupe intitulé "French Kiss", ainsi que le second album best-of "Best Girls" sortiront simultanément dans le mois de novembre.

### 2014-2015: Départ de Jiyoung, arrivée de Youngji,Mamma MiaetCupid

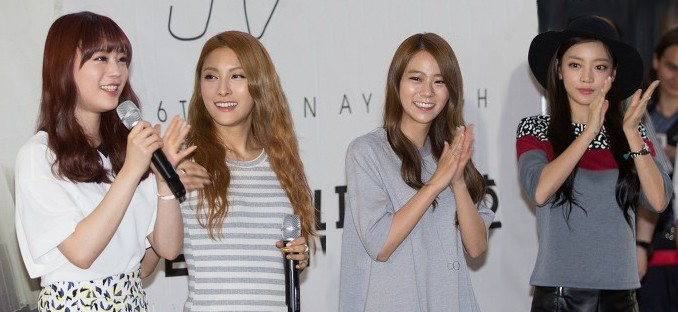
Kara en 2014, lors de la promotion du mini-album Day & Night

Les contrats des membres de Kara touchent se terminent en 2014. Tandis que Nicole quitte officiellement le groupe en janvier 2014, Ji Young décide également de ne pas renouveler son contrat, qui devait se terminer en avril.
Le 5 avril 2014, un porte-parole de l’agence DSP Media a fait savoir que le contrat de Jiyoung s’était fini, et que cette dernière était d’ailleurs partie étudier en Angleterre. Le représentant du label a ainsi déclaré : « Kang Ji Young nous a fait part de son souhait d’aller étudier à l’étranger, et s’est donc préparée pour cela. » Il a ensuite ajouté : « Elle est partie pour Londres ce matin, dans l’espoir d’améliorer son anglais et pour prendre des cours de théâtre. ».
En mai 2014, DSP Media annonce la création du "Kara Project", une émission de téléréalité dans laquelle sept stagiaires de l'agence seront mises en compétition dans le but de devenir la nouvelle membre de Kara. À la fin de l'émission, une stagiaire répondant au nom de Youngji est proclamée gagnante et rejoint donc Kara. Le 24 juillet 2014, la date du retour des Kara est officialisée. Ce sera le premier retour depuis le départ de Nicole et Jiyoung et avec la présence de Youngji en tant que nouvelle membre du groupe.
Après avoir annoncé le sixième mini-album des Kara, DSP Media a confirmé la date de sortie avec une nouvelle photo teaser. Ainsi, "Day & Night" est disponible depuis le 18 août. Le titre-phare est une production des Duble Sidekick. Ce sera la première fois que les Kara feront des activités avec Youngji qui a intégré le groupe. Il est dit que le tournage du clip-vidéo de leur titre-phare a eu lieu le 9 juillet et la réalisation a été confiée à Hong Won Ki de ZANYBROS. Après ce retour coréen, les Kara reprendront leurs activités promotionnelles au Japon.
Le 15 août à minuit (en Corée) DSP Media a mis en ligne une nouvelle vidéo en vue de la sortie du sixième mini-album de son girlsband Kara c'est-à-dire un teaser MV pour Mamma Mia.
Le 18 août, le MV de Mamma Mia est mis en ligne.

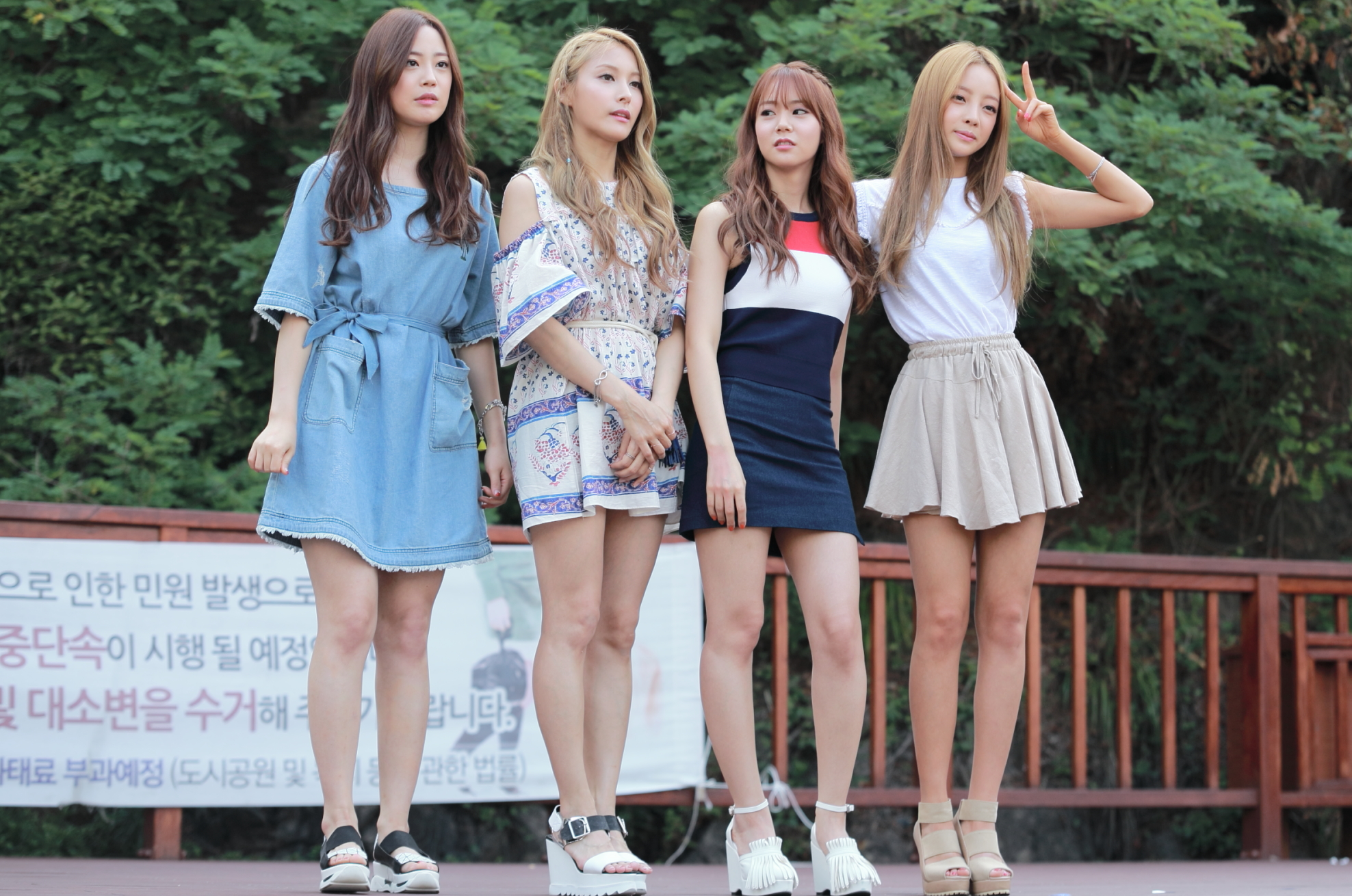
Kara en 2015

Le 13 mai 2015, il est annoncé que les Kara seront de retour avec un nouvel opus nommé "In Love" qui est sorti le 26 mai.
Le 14 mai, la pochette du mini-album "In Love" est dévoilée.
Le 18 mai, un teaser solo de Young Ji pour Cupid, le titre phare, est mis en ligne, suivi le lendemain par celui de Gyuri, lui-même suivi par celui de Seungyeon et enfin suivi par celui de Hara.
Le 21 mai, un medley d'"In Love" est mis en ligne.
Le 22 mai, un teaser MV de groupe pour Cupid est mis en ligne. Le 26 mai, le MV de Cupid est mis en ligne par la chaîne YouTube officielle des Kara et le mini-album sort en Corée du Sud.
Le 29 avril 2015, il est révélé que Hara devrait faire ses débuts solos pendant le mois de juillet qui fut confirmé le 23 juin, disant qu'elle devrait venir dans la troisième semaine de juillet, lorsque les promotions de Cupid des Kara seront totalement finies à savoir le 14 juillet avec son premier mini-album "ALOHARA (Can You Feel It?)".

### 2016: Dissolution du groupe
Le 15 janvier 2016, DSP Media a officiellement annoncé que Gyuri, Seungyeon et Hara ont décidé de quitter le groupe à la suite de l'expiration de leurs contrats. De ce fait, l'agence a également fait remarquer que Youngji, seule membre ayant décidé de renouveler son contrat, continuerait sa carrière musicale en tant qu'artiste solo.

## Polémique
Le 18 janvier 2011 une polémique éclate au sein du groupe semblant concerner certaines clauses de leurs contrats, en particulier lors de leur récente immersion dans le marché japonais. Un désaccord concernant leurs rémunérations mais aussi la mauvaise organisation de leurs activités est évoqué, les parents auraient par ailleurs joué un rôle important dans la décision de certaines membres du groupe de rompre leur contrat. Gyuri aurait été la seule à ne pas souhaiter quitter l'agence DSP Media, de même qu'il semblerait que Hara et Seungyeon se soient rétractées après négociations avec l'agence. La mère de Nicole en revanche semble bien confirmer via son Twitter que celle-ci voulait quitter définitivement le groupe. L'avenir de Kara semblait alors compromis, certains n'hésitant pas à comparer cette affaire à celle qu'avait connu TVXQ en 2010.
À la suite de nombreux rebondissements, DSP Media annonce finalement le 26 janvier 2011 après huit heures de négociations qu'un accord a été trouvé, et que le girl group conservera finalement sa formation initiale.
Nicole quitte finalement Kara trois ans plus tard, 16 janvier 2014 suivie de Jiyoung, le 5 avril 2014. DSP a alors organisé des auditions pour trouver deux nouvelles remplaçantes. Finalement, il n'y aura qu'une seule nouvelle membre ajoutée au groupe, Heo Young Ji, le 1er juillet 2014.

## Membres

### Dernières membres
Park Gyuri (박규리)
- Nom de naissance : Park Gyu-ri
- Date de naissance : 21 mai 1988 (37 ans)
- Lieu de naissance : Séoul,  Corée du Sud
- Position : leader, chanteuse principale, rappeuse (2007-2016)

Après la dissolution du groupe, Gyuri se consacre particulièrement à une carrière d'actrice et tourne dans de nombreux dramas.
Han Seungyeon (한승연)
- Nom de naissance : Han Seung-yeon
- Date de naissance : 24 juillet 1988 (36 ans)
- Lieu de naissance : Singil-dong, Séoul,  Corée du Sud
- Position : chanteuse principale (2007-2016)

Elle apparaît dans le clip de Lucky Days des SS501. Elle se consacre également à une carrière d'actrice après la dissolution du groupe.
Goo Hara (구하라)
- Nom de naissance : Goo Ha-ra
- Date de naissance : 13 janvier 1991
- Lieu de naissance : Gwangju,  Corée du Sud
- Date de décès : 24 novembre 2019 (à 28 ans)
- Lieu de décès : Séoul,  Corée du Sud
- Position : chanteuse secondaire, rappeuse secondaire, danseuse principale (2008-2016)

Elle s'est consacrée à sa carrière de chanteuse solo après la dissolution du groupe.
Heo Youngji (허영지)
- Nom de naissance : Heo Young-ji
- Date de naissance : 30 août 1994 (30 ans)
- Lieu de naissance : Goyang, Gyeonggi-do,  Corée du Sud
- Position : Maknae, chanteuse secondaire, danseuse principale, rappeuse principale (2014-2016)

Elle rejoint le groupe le 1er juillet 2014 après avoir gagné dans l'émission de télé réalité Kara Project. Elle apparaît dans le clip de Error des VIXX.

### Anciennes membres
Kim Sunghee (김성희)
- Nom de naissance : Kim Sung-hee
- Date de naissance : 17 mai 1989 (36 ans)
- Lieu de naissance : Séoul,  Corée du Sud
- Position dans le groupe : chanteuse principale (2007-2008)

Elle a quitté le groupe pour se consacrer à ses études à la suite d'une promesse faite à son père, après avoir raté ses examens. Elle s'est mariée en 2011.
Nicole Jung (니콜)
- Nom de naissance : Nicole Jung, Jung Yong-joo
- Date de naissance : 7 octobre 1991 (33 ans)
- Lieu de naissance : Los Angeles,  États-Unis
- Position : chanteuse secondaire, rappeuse principale, danseuse principale (2007-2014)

Elle quitte le groupe le 16 janvier 2014.
Kang Jiyoung (강지영)
- Nom de naissance : Kang Ji-young
- Date de naissance : 18 janvier 1994 (31 ans)
- Lieu de naissance : Paju, Gyeonggi,  Corée du Sud
- Position: chanteuse secondaire, rappeuse secondaire (2008-2014)

Elle quitte le groupe le 5 avril 2014 afin de poursuivre des études d'anglais en Angleterre. Elle se consacre à présent sa carrière solo orientée particulièrement sur le marché musical japonais.

## Discographie

### Albums coréens

#### Albums studio
- The First Blooming (2007)
- Revolution (2009)
- Step (2011)
- Full Bloom (2013)

#### Mini-albums
- Kara 1st (2008)
- Pretty Girl (2008)
- Lupin (2010)
- Jumping (2010)
- Pandora (2012)
- Day & Night (2014)
- In Love (2015)
- Move Again (2022)

### Albums japonais

#### Albums studio
- Girl's Talk (2010)
- Super Girl (2011)
- Girls Forever (2012)
- Fantastic Girls (2013)
- Girl's Story (2015)

## Récompenses et nominations

### Mnet Asian Music Awards(MAMA)
| Année | Catégorie                             | Travail nommé | Résultat   |
| ----- | ------------------------------------- | ------------- | ---------- |
| 2007  | Best New Female Group                 | "Break It"    | Nomination |
| 2009  | Best Female Group                     | "Honey",      | Nomination |
| 2009  | Best Dance Award                      | "Honey",      | Lauréat    |
| 2010  | Best Female Group                     | "Lupin"       | Nomination |
| 2010  | The Shilla Duty Free Asian Wave Award | "Lupin"       | Nomination |
| 2011  | Artist of the Year                    | Kara          | Nomination |
| 2011  | Best Female Group                     | Kara          | Nomination |
| 2012  | Artist of the Year,                   | Kara          | Nomination |
| 2012  | Best Female Group                     | Kara          | Nomination |
| 2012  | Best Global Group – Female            | Kara          | Lauréat    |

### Seoul Music Awards
| Année | Catégorie            | Travail nommé | Résultat   |
| ----- | -------------------- | ------------- | ---------- |
| 2010  | Daesang Award        | Kara          | Nomination |
| 2010  | Bonsang Award        | Kara          | Lauréat    |
| 2010  | Popularity Award     | Kara          | Nomination |
| 2011  | Popularity Award     | Kara          | Nomination |
| 2012  | Daesang Award        | Kara          | Nomination |
| 2012  | Bonsang Award        | Kara          | Lauréat    |
| 2012  | Popularity Award     | Kara          | Nomination |
| 2012  | Hallyu Special Award | Kara          | Lauréat    |
| 2013  | Bonsang Award        | Kara          | Nomination |
| 2013  | Popularity Award     | Kara          | Nomination |
| 2014  | Bonsang Award        | Kara          | Nomination |
| 2014  | Popularity Award     | Kara          | Nomination |
| 2015  | Bonsang Award        | Kara          | Nomination |
| 2015  | Popularity Award     | Kara          | Nomination |
| 2015  | Hallyu Special Award | Kara          | Nomination |

### Cyworld Digital Music Awards
| Année | Catégorie                     | Travail nommé | Résultat |
| ----- | ----------------------------- | ------------- | -------- |
| 2007  | Rookie of the Month (juillet) | "If U Wanna"  | Lauréat  |
| 2009  | Bonsang                       | Kara          | Lauréat  |

### Melon Music Awards
| Année | Catégorie               | Travail nommé | Résultat   |
| ----- | ----------------------- | ------------- | ---------- |
| 2009  | Top 10                  | Kara          | Lauréat    |
| 2009  | Artist of the Year      | Kara          | Nomination |
| 2009  | Star                    | Kara          | Nomination |
| 2009  | Mobile Music            | Kara          | Nomination |
| 2009  | Mania                   | Kara          | Nomination |
| 2009  | Smart Radio             | Kara          | Nomination |
| 2009  | Current Stream          | Kara          | Nomination |
| 2010  | Top 10                  | Kara          | Nomination |
| 2010  | Song of the Year        | "Lupin"       | Nomination |
| 2010  | Music Video of the Year | "Lupin"       | Nomination |
| 2012  | Top 10                  | Kara          | Nomination |
| 2012  | Global Star             | Kara          | Nomination |
| 2012  | Netizen Popularity      | "Pandora"     | Nomination |

### Gaon Chart K-Pop Awards
| Année | Catégorie                     | Travail nommé | Résultat |
| ----- | ----------------------------- | ------------- | -------- |
| 2014  | K-POP World Hallyu Star Award | Kara          | Lauréat  |

### Golden Disk Awards
| Année | Catégorie                           | Travail nommé     | Résultat   |
| ----- | ----------------------------------- | ----------------- | ---------- |
| 2009  | Disk Bonsang                        | Kara (Revolution) | Nomination |
| 2009  | Samsung YEPP Popularity Award       | Kara (Revolution) | Nomination |
| 2010  | Digital Song Bonsang                | Kara (Lupin)      | Nomination |
| 2010  | Popularity Award                    | Kara (Lupin)      | Nomination |
| 2012  | Album of the Year                   | Kara (Step)       | Nomination |
| 2012  | Disk Bonsang                        | Kara (Step)       | Lauréat    |
| 2012  | Most Popular Artist Award           | Kara (Step)       | Nomination |
| 2012  | Best K-Pop Award in Disk Album      | Kara (Step)       | Lauréat    |
| 2013  | Disk Bonsang                        | Kara (Pandora)    | Lauréat    |
| 2013  | Popularity Award                    | Kara (Pandora)    | Nomination |
| 2013  | Malaysia's Most Favorite Star Award | Kara (Pandora)    | Lauréat    |

### Mnet 20's Choice Awards
| Année | Catégorie            | Travail nommé | Résultat |
| ----- | -------------------- | ------------- | -------- |
| 2011  | Hot Korean Wave Star | Kara          | Lauréat  |

### À l'international
| Année | Catégorie                        | Travail nommé | Résultat |
| ----- | -------------------------------- | ------------- | -------- |
| 2011  | International Artist of the Year | Kara          | Lauréat  |
| 2011  | Top 5 International Artists      | Kara          | Lauréat  |
| 2011  | Best J-Pop Artist                | Kara          | Lauréat  |
| 2011  | Top 5 J-Pop Artists              | Kara          | Lauréat  |
| 2011  | Best K-Pop Music                 | Kara          | Lauréat  |
| 2011  | Top 5 K-Pop Music                | Kara          | Lauréat  |
| 2011  | Best Female Group                | Kara          | Lauréat  |
| 2011  | Top 5 Female Groups              | Kara          | Lauréat  |
| 2011  | Most Popular                     | Kara          | Lauréat  |

### Asia Song Festival
| Année | Catégorie        | Travail nommé | Résultat |
| ----- | ---------------- | ------------- | -------- |
| 2009  | Asian Best Group | Kara          | Lauréat  |
| 2010  | Asian Best Group | Kara          | Lauréat  |
| 2011  | Asian Best Group | Kara          | Lauréat  |

### SBS MTVBest of the Best
| Année | Catégorie               | Travail nommé | Résultat   |
| ----- | ----------------------- | ------------- | ---------- |
| 2012  | Best Rival              | Kara          | Lauréat    |
| 2012  | Artist of the Year      | Kara          | Nomination |
| 2012  | Best Dance Video        | Kara          | Nomination |
| 2014  | Best Female Music Video | Kara          | Lauréat    |

### Style Icon Awards
| Année | Catégorie          | Travail nommé | Résultat   |
| ----- | ------------------ | ------------- | ---------- |
| 2009  | Best Female Singer | Kara          | Nomination |
| 2010  | Best Female Singer | Kara          | Nomination |
| 2011  | Best Female Singer | Kara          | Nomination |

### Japan Record Awards
| Année | Catégorie          | Travail nommé                      | Résultat   |
| ----- | ------------------ | ---------------------------------- | ---------- |
| 2010  | Project Award      | Kara Special Premium Box for Japan | Lauréat    |
| 2011  | Excellence Award   | "Go Go Summer!"                    | Lauréat    |
| 2011  | Record of the Year | "Go Go Summer!"                    | Nomination |

### Japan Gold Disc Awards
| Année | Catégorie                              | Travail nommé   | Résultat |
| ----- | -------------------------------------- | --------------- | -------- |
| 2011  | New Artist of the Year                 | Kara            | Lauréat  |
| 2011  | The Best 3 New Artists (International) | Kara            | Lauréat  |
| 2012  | Best Asian Artist                      | Kara            | Lauréat  |
| 2012  | Best 3 Albums (Asie)                   | Girl's Talk     | Lauréat  |
| 2012  | Song of the Year by Download (Asie)    | "Jumping"       | Lauréat  |
| 2012  | Best 5 Songs by Download               | "Jumping"       | Lauréat  |
| 2012  | Best Music Videos                      | Kara Best Clips | Lauréat  |
| 2013  | Album of the Year                      | Super Girl      | Lauréat  |
| 2013  | Best 3 Albums (Asie)                   | Super Girl      | Lauréat  |
| 2013  | Best Asian Artist                      | Kara            | Lauréat  |

### Recording Industry Association Of Japan Certified

#### Physique
| Année | Catégorie      | Travail nommé              | Résultat |
| ----- | -------------- | -------------------------- | -------- |
| 2010  | Or             | Mister                     | Lauréat  |
| 2010  | Or             | Jumping                    | Lauréat  |
| 2010  | Or             | KARA Best 2007-2010        | Lauréat  |
| 2010  | Or             | Girls Talk                 | Lauréat  |
| 2011  | Or             | Kara Best Clips            | Lauréat  |
| 2011  | Or             | Jet Coaster Love           | Lauréat  |
| 2011  | Or             | Go Go Summer!              | Lauréat  |
| 2011  | Platine        | Girls Talk                 | Lauréat  |
| 2011  | Platine        | KARA Best 2007-2010        | Lauréat  |
| 2011  | Or             | Winter Magic               | Lauréat  |
| 2011  | Platine        | Super Girl                 | Lauréat  |
| 2011  | Platine        | Jet Coaster Love           | Lauréat  |
| 2011  | Platine        | Go Go Summer!              | Lauréat  |
| 2011  | Double Platine | Girls Talk                 | Lauréat  |
| 2011  | Double Platine | Super Girl                 | Lauréat  |
| 2012  | Or             | Kara Best Clips II & Shows | Lauréat  |
| 2012  | Or             | Speed Up / Girl's Power    | Lauréat  |
| 2012  | Triple Platine | Super Girl                 | Lauréat  |
| 2012  | Or             | Electric Boy               | Lauréat  |
| 2012  | Or             | Girls Forever              | Lauréat  |
| 2013  | Platine        | Girls Forever              | Lauréat  |
| 2014  | Or             | Best Girls                 | Lauréat  |

#### Digital
| Année | Catégorie      | Travail nommé                            | Résultat |
| ----- | -------------- | ---------------------------------------- | -------- |
| 2010  | Million        | Mister (Sonnerie)                        | Lauréat  |
| 2010  | Triple Platine | Mister (Full-length Cellphone)           | Lauréat  |
| 2010  | Double Platine | Mister (téléchargement)                  | Lauréat  |
| 2010  | Double Platine | Jumping (Sonnerie)                       | Lauréat  |
| 2010  | Double Platine | Jumping (Full-length Cellphone)          | Lauréat  |
| 2010  | Platine        | Jumping (téléchargement)                 | Lauréat  |
| 2011  | Platine        | Jet Coaster Love (Full-length Cellphone) | Lauréat  |
| 2011  | Platine        | Jet Coaster Love (téléchargement)        | Lauréat  |
| 2011  | Double Platine | Go Go Summer! (Sonnerie)                 | Lauréat  |
| 2011  | Platine        | Go Go Summer! (Full-length Cellphone)    | Lauréat  |
| 2011  | Platine        | Go Go Summer! (téléchargement)           | Lauréat  |
| 2011  | Or             | Winter Magic (Full-length Cellphone)     | Lauréat  |
| 2011  | Or             | Winter Magic (téléchargement)            | Lauréat  |

| Certifications par prix | Certifications par prix | Certifications par prix | Certifications par prix | Certifications par prix | Certifications par prix |
| Or                      | Platine                 | 2× Platine              | 3× Platine              | Million                 | Multi-Million           |
| ----------------------- | ----------------------- | ----------------------- | ----------------------- | ----------------------- | ----------------------- |
| 100,000                 | 250,000                 | 500,000                 | 750,000                 | 1,000,000               | 2,000,000+              |

### World Music Awards
| Année | Catégorie                               | Travail nommé | Résultat   |
| ----- | --------------------------------------- | ------------- | ---------- |
| 2011  | World's Best Group Selling Asian Artist | Kara          | Lauréat    |
| 2011  | World's Best Female Group Asian         | Kara          | Lauréat    |
| 2014  | World's Best Group                      | Kara          | Nomination |
| 2014  | World's Best Album                      | Best Girls    | Nomination |

### Autres
| Année | Titre                                                                      | Catégorie                                                 | Résultat   |
| ----- | -------------------------------------------------------------------------- | --------------------------------------------------------- | ---------- |
| 2007  | Ministry of Culture, Sports and Tourism & Korea Culture and Content Agency | Best Newcomer                                             | Lauréat    |
| 2010  | 16th Korean Entertainment Arts Awards                                      | Best Female Singer                                        | Lauréat    |
| 2011  | Ministry of Culture 2011 Content One Mind New Year Greeting                | Hallyu Honorary Award (Musique)                           | Lauréat    |
| 2011  | Japan Fashion Association                                                  | 2011 Best Dressed Awards                                  | Lauréat    |
| 2011  | Korean Ministry of Culture and Tourism                                     | Content Industry Award (Honneur Spécial)                  | Lauréat    |
| 2011  | K-Pop Lovers! Awards                                                       | Album of the Year "Super Girl"                            | Lauréat    |
| 2011  | K-Pop Lovers! Awards                                                       | Artist of the Year "KARA"                                 | Nomination |
| 2011  | Melo Awards                                                                | Best Crossover Artist or Group Into Japan                 | Lauréat    |
| 2011  | NHK Kohaku Uta Gassen                                                      | Kohaku Uta Gassen Award (Red Team)                        | Lauréat    |
| 2012  | 7th Asia Model Awards Ceremony                                             | Asia Star Award                                           | Lauréat    |
| 2012  | 2nd Best Application Contest of the 2011 Korea Mobile Awards               | Korea Communications Commission Award (Grand Prix)        | Lauréat    |
| 2012  | GCS International Grand Award                                              | Korea-based Global Social Movement Proposed and Initiated | Lauréat    |
| 2012  | Korea Tourism Awards                                                       | Achievement Award                                         | Lauréat    |
| 2012  | MTV Video Music Awards Japan                                               | Album of the Year                                         | Nomination |
| 2012  | MBC Gayo Daejaejun                                                         | MBC Gayo Daejaejun Award (White Team)                     | Lauréat    |
| 2012  | 24th Japan Best Jewellery Wearer Awards                                    | Special Award for Female Category: Singer                 | Lauréat    |
| 2013  | 17th Global Mandarin Chart Award                                           | The Most Popular International Group                      | Lauréat    |
| 2013  | Korea Entertainment 10th Anniversary Awards                                | Best Girl Group                                           | Lauréat    |
| 2014  | Gaon Chart Awards                                                          | KPOP World Hallyu Star                                    | Lauréat    |

### Programmes de classement musicaux
| Année | Récompense |
| ----- | --- |
| 2009  | - 1re place au M! Countdown le 5 mars pour "Honey". - 1re place au Inkigayo le 8 mars pour "Honey". - 1re place au M! Countdown le 12 mars pour "Honey". - 1re place au M! Countdown le 26 mars pour "Honey". - 1re place au Inkigayo le 30 août pour "Wanna". |
| 2010  | - 1re place au M! Countdown le 4 mars pour "Lupin". - 1re place au M! Countdown le 11 mars pour "Lupin". - 1re place au Music Bank le 13 mars pour "Lupin". - 1re place au Inkigayo le 14 mars pour "Lupin". - 1re place au Music Bank le 19 mars pour "Lupin". - 1re place au Music Bank le 26 mars pour "Lupin". - 1re place au Music Bank le 10 décembre pour "Jumping". - 1re place au Inkigayo le 12 décembre pour "Jumping". |
| 2011  | - 1re place au M! Countdown le 15 septembre pour "Step". - 1re place au Music Bank le 16 septembre pour "Step". - 1re place au M! Countdown le 22 septembre pour "Step". - 1re place au Music Bank le 23 septembre pour "Step". - 1re place au Inkigayo le 25 septembre pour "Step". |
| 2012  | - 1re place au Show Champion le 28 août pour "Pandora". - 1re place au Music Bank le 7 septembre pour "Pandora". - 1re place au M! Countdown le 13 septembre pour "Pandora". |
| 2013  | - 1re place au Music Bank le 13 septembre pour "Damaged Lady". - 1re place au Show Champion le 18 septembre pour "Damaged Lady". - 1re place au Show Champion le 25 septembre pour "Damaged Lady". |
| 2014  | - 1re place au Show Champion le 27 août pour "Mamma Mia". |
| 2015  | - 1re place au The Show le 2 juin pour "Cupid". |